# Ceyzériat
Ceyzériat [sɛzeʁja] ist eine französische Kleinstadt mit 3.306 Einwohnern (Stand: 1. Januar 2022) im Département Ain in der Region Auvergne-Rhône-Alpes; sie gehört zum Arrondissement Bourg-en-Bresse. Die Einwohner werden Ceyzériatis oder Cavets genannt.

## Geografie
Ceyzériat liegt in der Landschaft Revermont sowie am Fuß des Juragebirges, etwa acht Kilometer östlich von Bourg-en-Bresse. Hier fließt der Fluss Reyssouze. Nachbargemeinden von Ceyzériat sind Jasseron im Norden, Ramasse im Osten, Revonnas im Süden, Montagnat im Südwesten sowie Saint-Just im Nordwesten.
Am westlichen Rand der Gemeinde führt die Autoroute A40 entlang und durch die Gemeinde die frühere Route nationale 79.

## Bevölkerungsentwicklung
| Jahr                       | 1962 | 1968 | 1975 | 1982 | 1990 | 1999 | 2006 | 2012 | 2020 |
| Einwohner                  | 1219 | 1503 | 1761 | 1956 | 2058 | 2390 | 2569 | 2939 | 3202 |
| Quellen: Cassini und INSEE |      |      |      |      |      |      |      |      |      |

## Sehenswürdigkeiten
- Kirche Saint-Laurent, ab 1417 erbaut
- Viadukt der Linie Haut-Bugey
- Schloss Les Soudanières

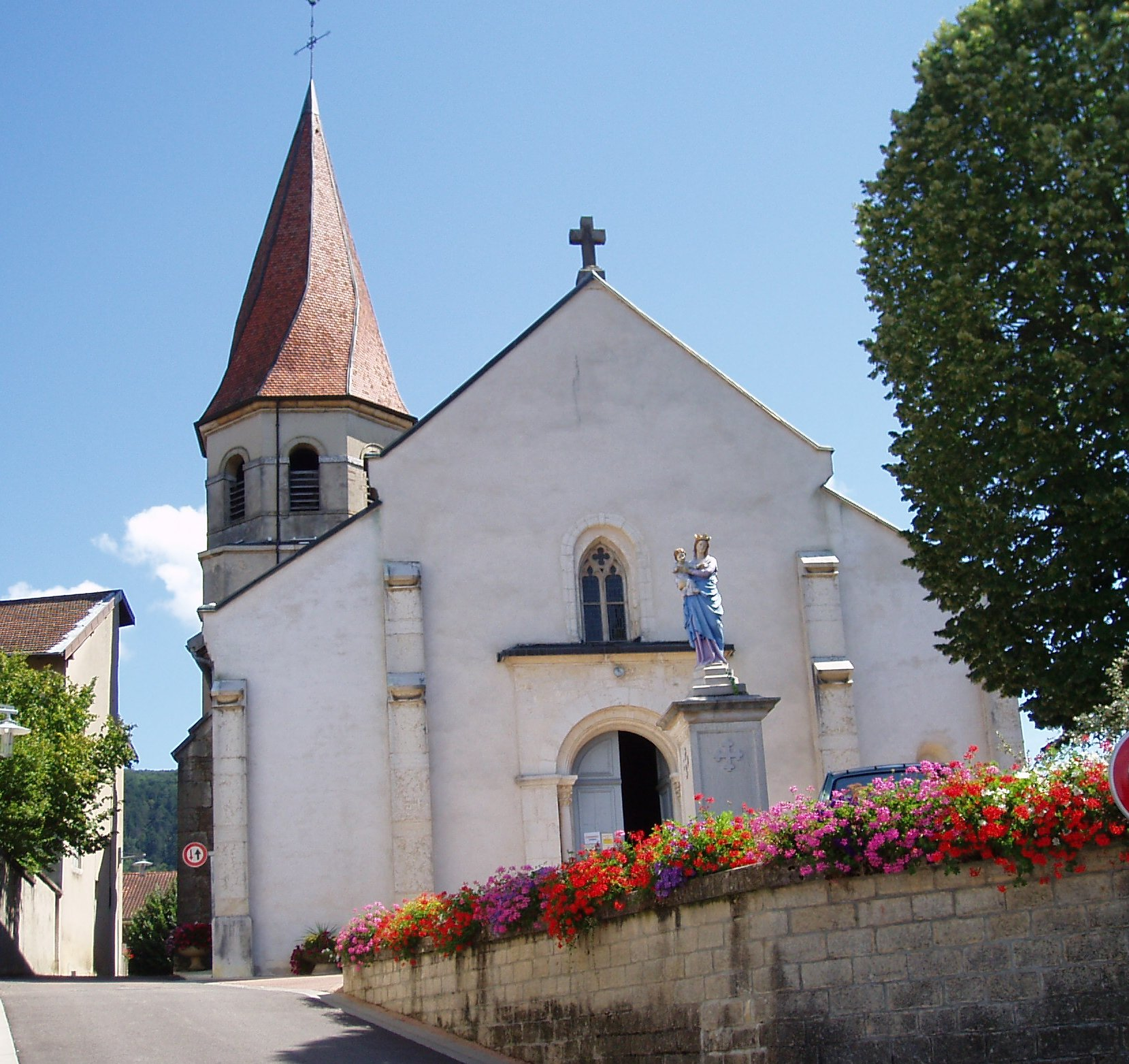
Kirche Saint-Laurent
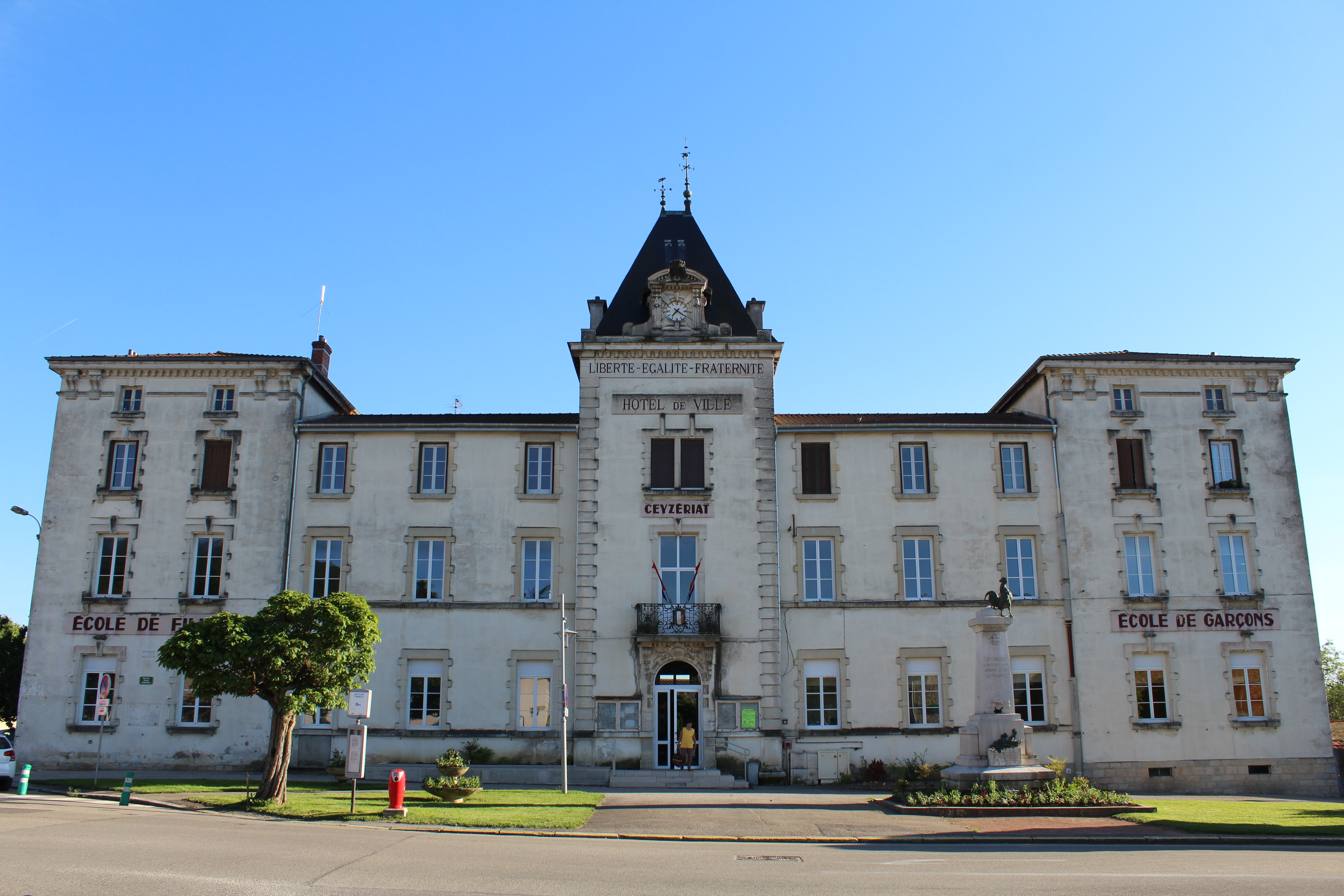
Ehemaliges Rathaus
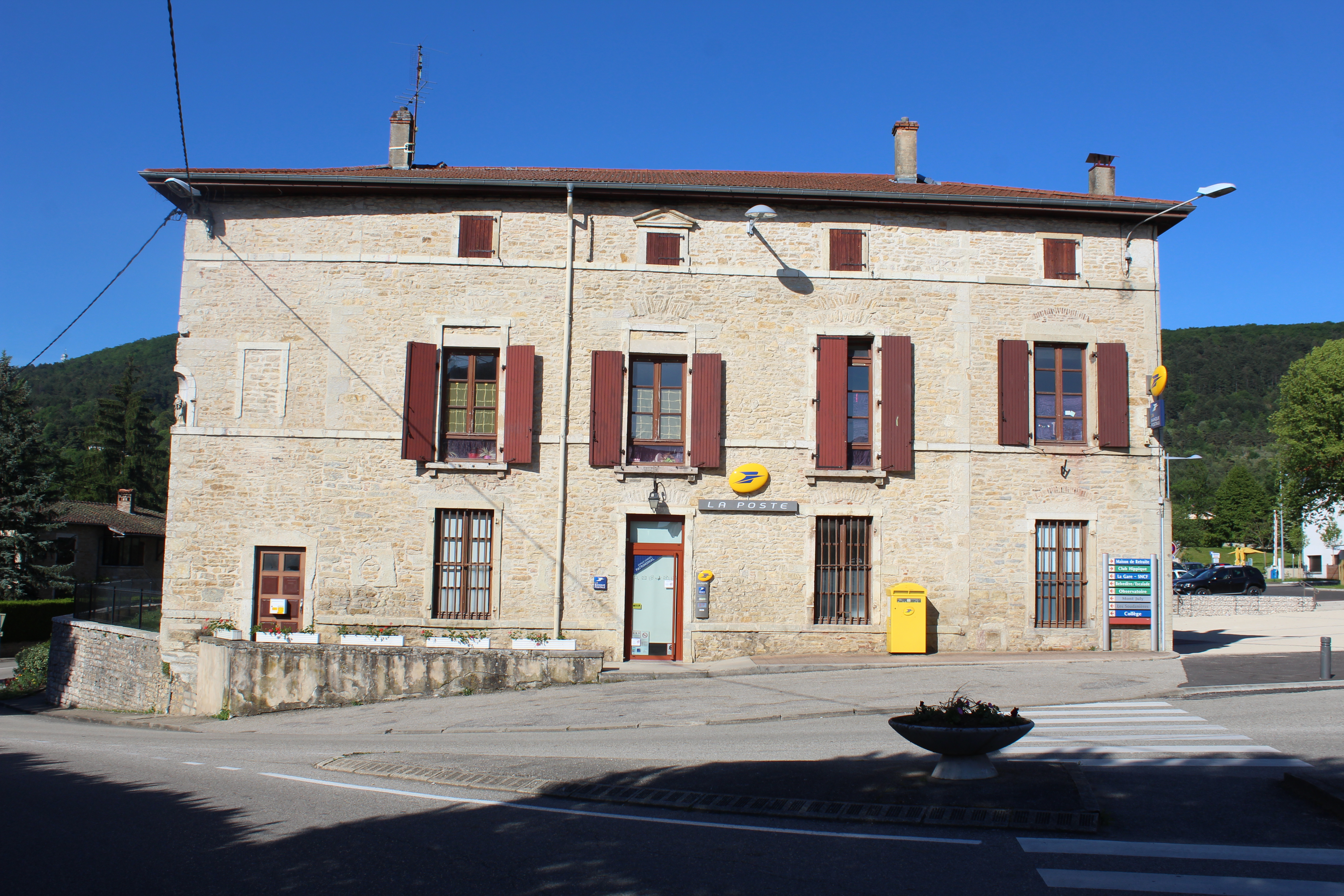
Postamt
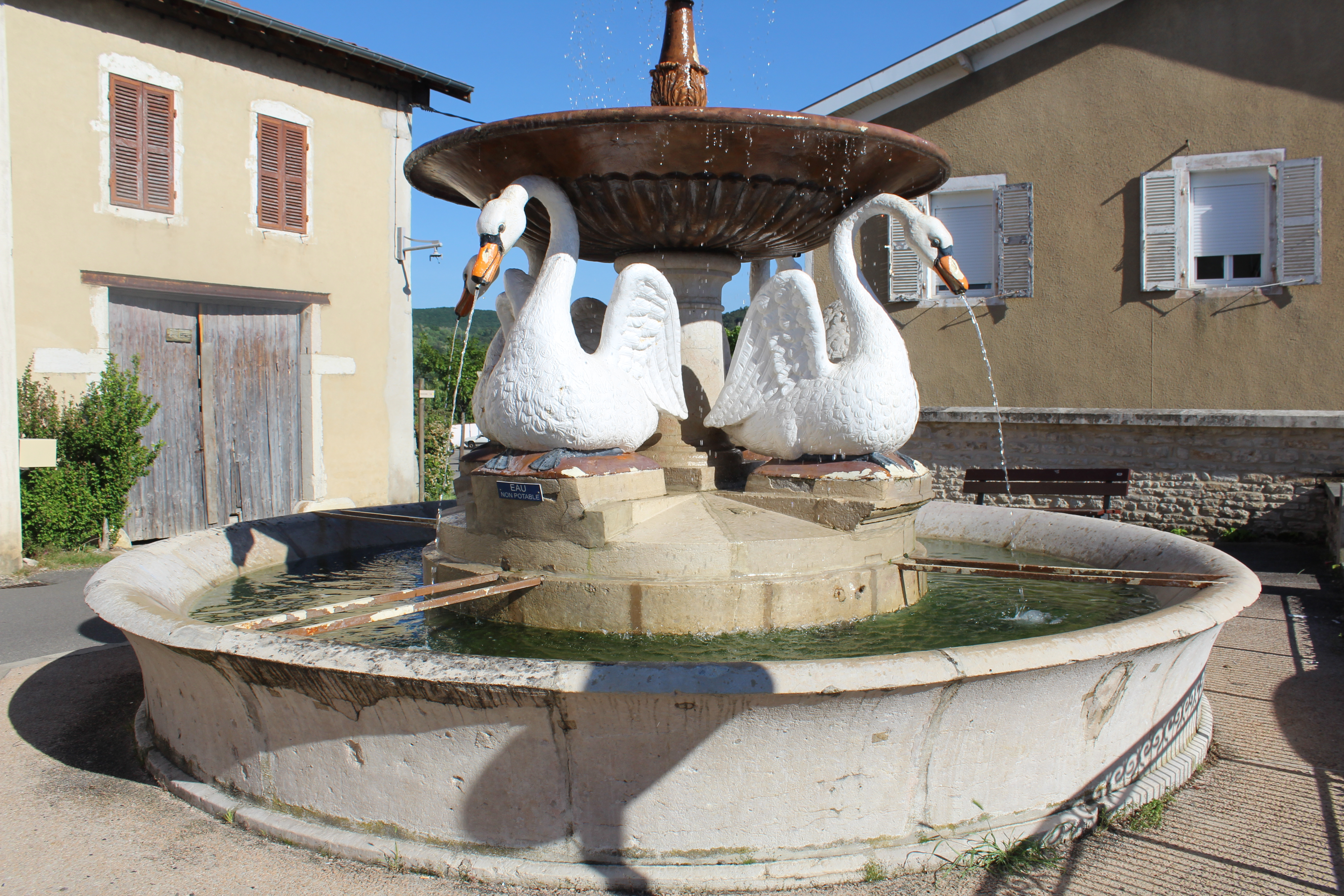
Brunnen
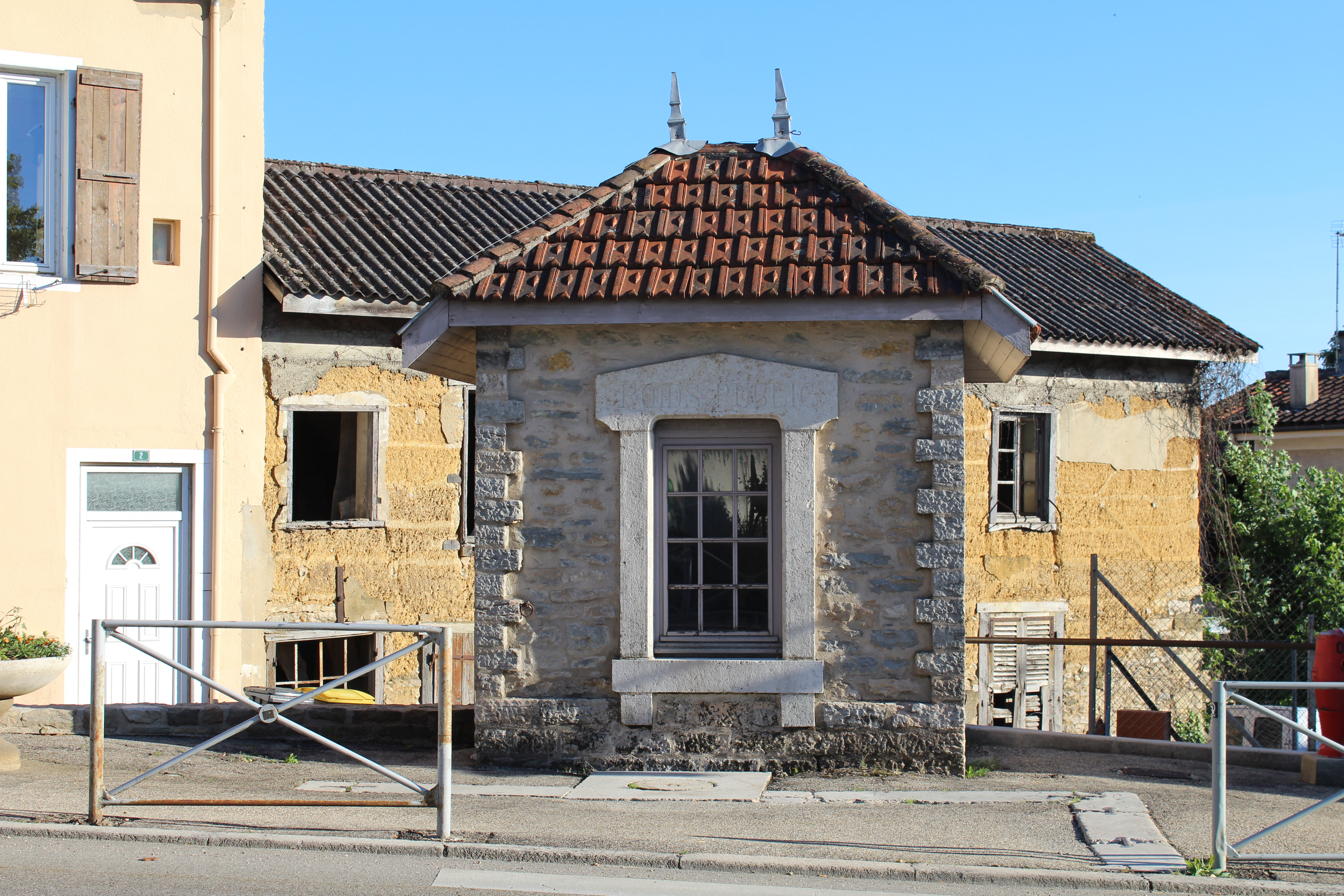
Ehemalige öffentliche Waage
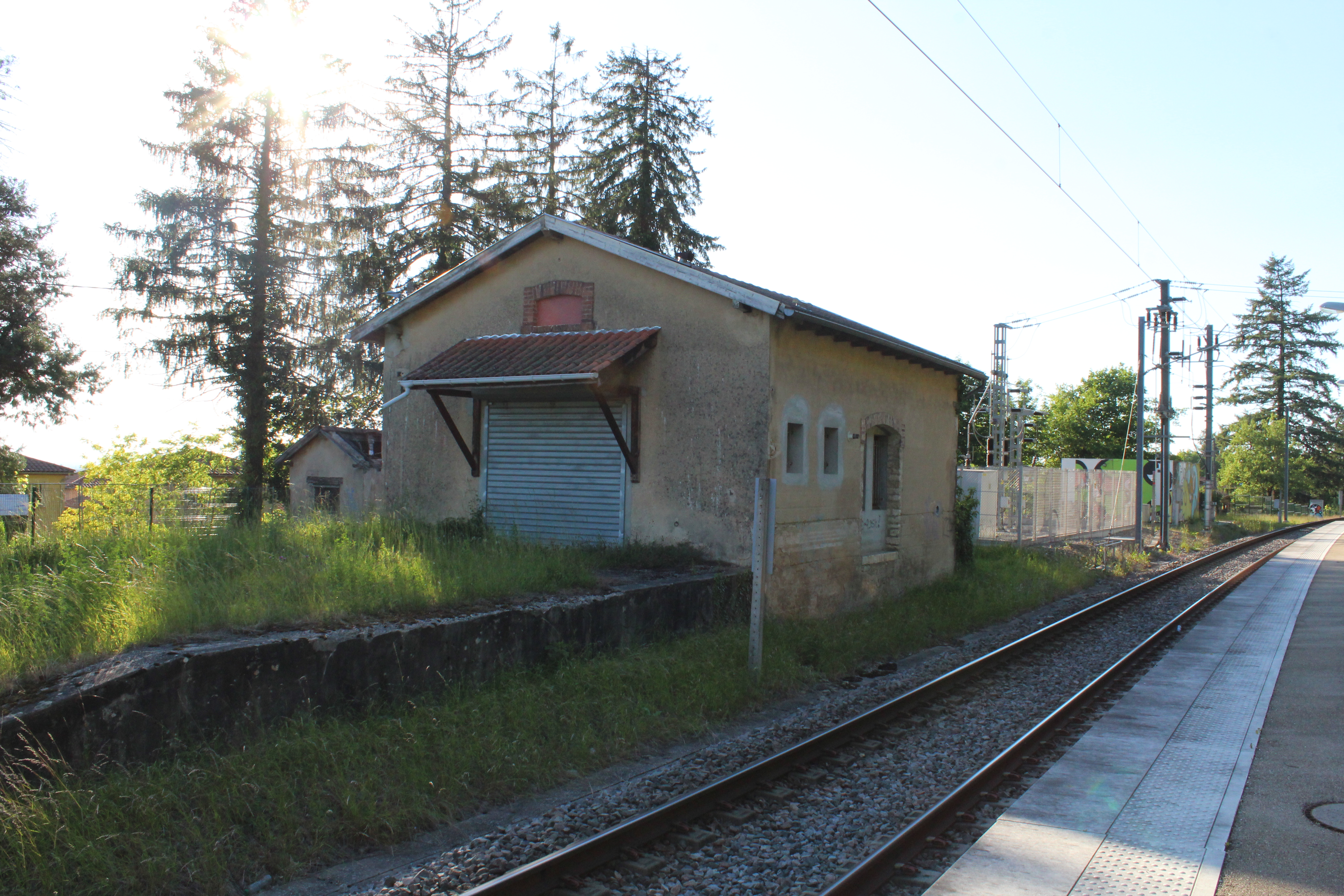
Ehemaliges Bahnhofsgebäude
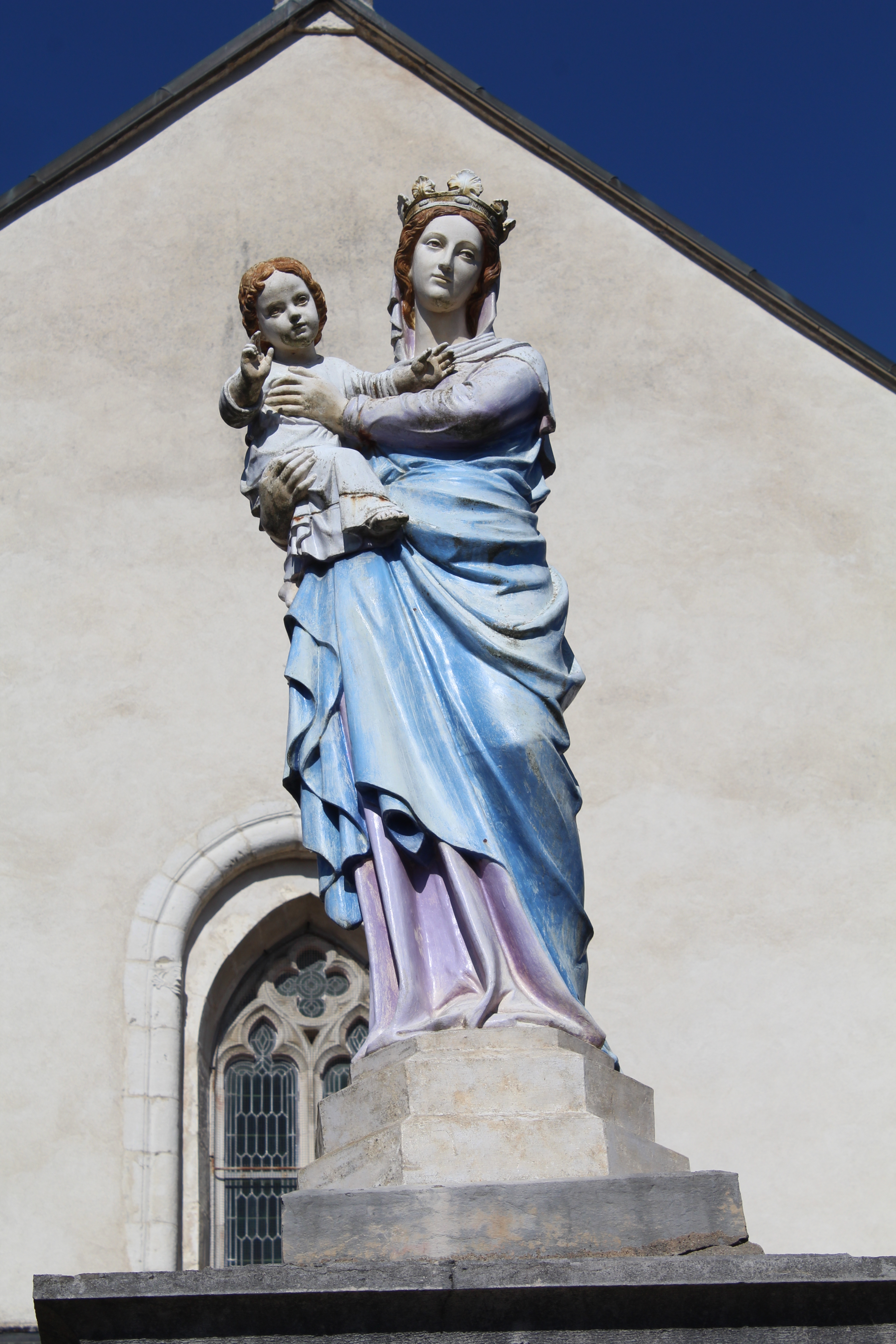
Marienstatue
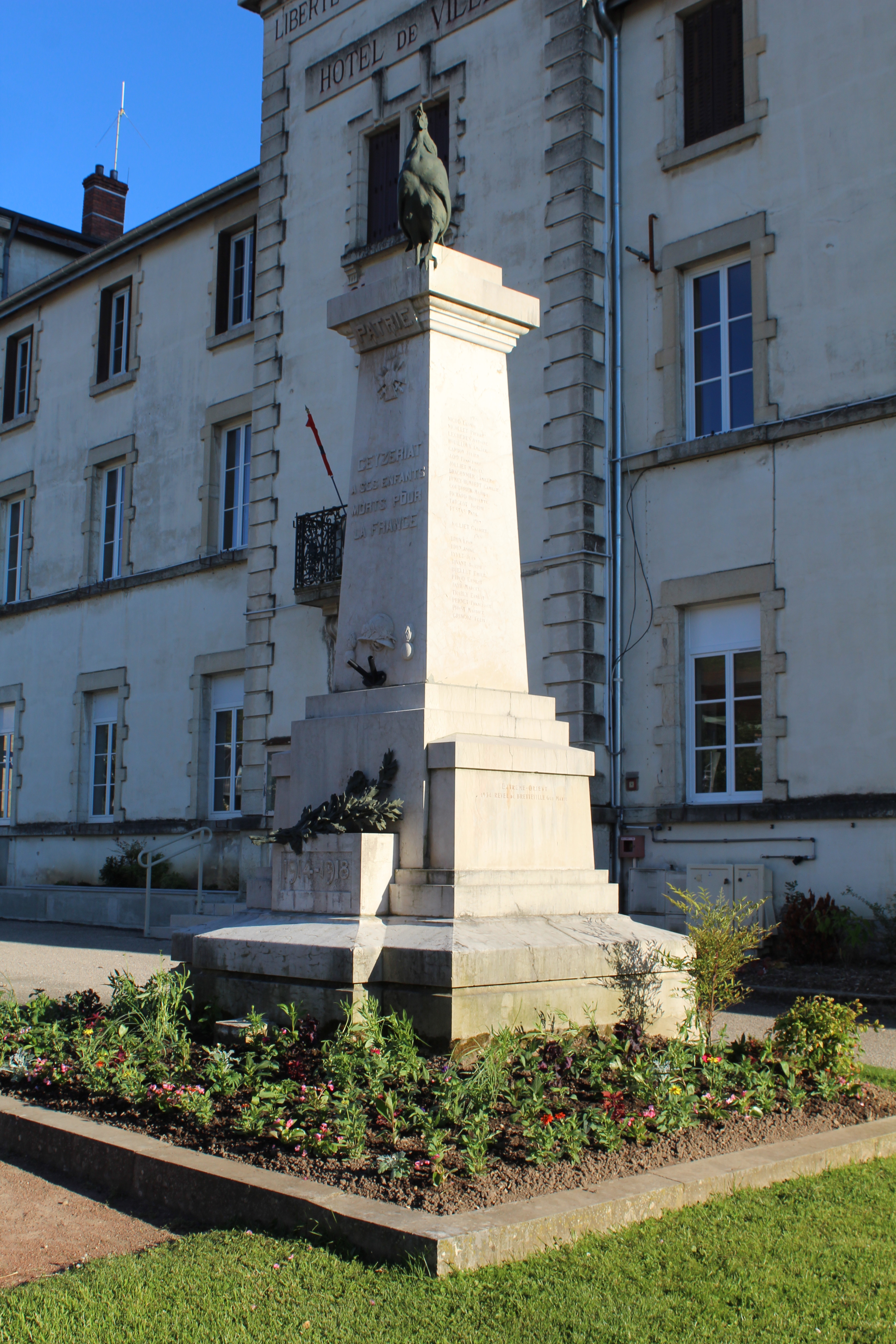
Gefallenendenkmal

## Persönlichkeiten
- Armand Pinsard (1887–1953), General, Luftwaffenpilot
- Henri Fenet (1919–2002), Kollaborateur, Waffen-Hauptsturmführer der SS